# Kazarman repülőtér
A Kazarman repülőtér (kirgiz nyelven: Казарман аэропорту, orosz nyelven: Казарманский аэропорт)(ICAO: UAFZ) Kirgizisztán egyik repülőtere, amely Kazarman közelében található. 

## Futópályák
A repülőtér futópályái:
- 11/29

## légitársaságok és uticélok
| Légitársaság    | Célállomások                    |
| --------------- | ------------------------------- |
| TezJet Airlines | Szezonális: Biskek, Dzsalalabad |